# RX J0439.8-6809
RX J0439.8-6809는 백색왜성에 속하는 천체이다. 2015년 새로이 발견된 천체이다.

## 특징
RX J0439.8-6809는 백색왜성에 속하는 천체로 2015년에 새로이 정체가 밝혀진 천체이다. 지구로부터는 대략 19만 광년 떨어진 곳에 위치하고 있다. 이 천체는 지금까지 발견된 항성이란 천체 중에선 가장 뜨거운 천체로 그 온도가 무려 약 25만 ℃에 달해 이는 태양보다 악 50배나 뜨거운 천체이다. 하지만 이마저도 점차 식어가는 중인 항성이었을 시기에는 그온도가 40만 ℃가 되는 매우 뜨거운 항성이였을 것으로 추정된다. 이 항성이 태양계의 중심이자 항성인 태양의 자리에 있으면 지구는 즉시 생명체가 살기에 매우 부적합한 헹성인 뜨거운 행성으로 변할 것이다. 현재에 이 백석왜성은 우리은하의 변두리를 초당 220km의 속도로 공전하고 있다.

## 같이 보기
- 백색왜성
- 항성